# Campionati del mondo di atletica leggera 2017 - Lancio del giavellotto maschile
La gara di lancio del giavellotto maschile si è svolta tra il 10 e il 12 agosto.

## Podio
| Pos.    | Atleta          | Nazionalità | Misura  |
| ------- | --------------- | ----------- | ------- |
| Oro     | Johannes Vetter | Germania    | 89,89 m |
| Argento | Jakub Vadlejch  | Rep. Ceca   | 89,73 m |
| Bronzo  | Petr Frydrych   | Rep. Ceca   | 88,32 m |

## Situazione pre-gara

### Record
Prima di questa competizione, il record del mondo (RM) e il record dei campionati (RC) erano i seguenti.
| Record                | Prestazione | Atleta                | Data                            | Competizione  |
| --------------------- | ----------- | --------------------- | ------------------------------- | ------------- |
| Record mondiale       | 98,48 m     | Jan Železný Rep. Ceca | 25 maggio 1996 Jena, Germania   |               |
| Record dei campionati | 92,80 m     | Jan Železný Rep. Ceca | 12 agosto 2001 Edmonton, Canada | Mondiali 2001 |

### Campioni in carica
I campioni in carica, a livello mondiale e olimpico, erano:
| Campione | Atleta                 | Prestazione | Data                                    | Competizione                |
| -------- | ---------------------- | ----------- | --------------------------------------- | --------------------------- |
| Olimpico | Thomas Röhler Germania | 90,30 m     | 20 agosto 2016 Rio de Janeiro (Brasile) | Giochi della XXXI Olimpiade |
| Mondiale | Julius Yego Kenya      | 92,72 m     | 26 agosto 2015 Pechino (Cina)           | Mondiali 2015               |

### La stagione
Prima di questa gara, gli atleti con le migliori tre prestazioni dell'anno erano:
| Pos. | Atleta                   | Prestazione | Data                               |
| ---- | ------------------------ | ----------- | ---------------------------------- |
| 1    | Johannes Vetter Germania | 94,44 m     | 11 luglio 2017 Lucerna, Svizzera   |
| 2    | Thomas Röhler Germania   | 93,90 m     | 05 maggio 2017 Doha, Qatar         |
| 3    | Andreas Hofmann Germania | 88,79 m     | 29 luglio 2017 Offenburg, Germania |

## Risultati

### Qualificazioni
Le qualificazioni si sono tenute il 10 agosto dalle ore 19:00.

Qualificazione: gli atleti che raggiungono la misura di 83,00 m (Q) o le migliori 12 misure (q) si qualificano alla finale.
| Pos | Gruppo | Nome                | Nazionalità       | 1ª prova | 2ª prova | 3ª prova | Misura | Note |
| --- | ------ | ------------------- | ----------------- | -------- | -------- | -------- | ------ | ---- |
| 1   | A      | Johannes Vetter     | Germania          | 91,20    |          |          | 91,20  | Q    |
| 2   | B      | Petr Frydrych       | Rep. Ceca         | 86,22    |          |          | 86,22  | Q,   |
| 3   | B      | Keshorn Walcott     | Trinidad e Tobago | 86,01    |          |          | 86,01  | Q    |
| 4   | A      | Tero Pitkämäki      | Finlandia         | 85,97    |          |          | 85,97  | Q    |
| 5   | B      | Andreas Hofmann     | Germania          | 82,35    | 85,62    |          | 85,62  | Q    |
| 6   | B      | Ioannis Kiriazis    | Grecia            | 84,60    |          |          | 84,60  | Q    |
| 7   | B      | Davinder Singh Kang | India             | 82,22    | 82,14    | 84,22    | 84,22  | Q    |
| 8   | B      | Thomas Röhler       | Germania          | 80,88    | 83,87    |          | 83,87  | Q    |
| 9   | B      | Jakub Vadlejch      | Rep. Ceca         | 83,87    |          |          | 83,87  | Q    |
| 10  | B      | Magnus Kirt         | Estonia           | 83,86    |          |          | 83,86  | Q    |
| 11  | A      | Ahmed Bader Magour  | Qatar             | 83,83    |          |          | 83,83  | Q    |
| 12  | A      | Julius Yego         | Kenya             | 83,57    |          |          | 83,57  | Q    |
| 13  | A      | Marcin Krukowski    | Polonia           | 81,79    | 77,48    | 83,49    | 83,49  | Q    |
| 14  | A      | Hamish Peacock      | Australia         | 77,88    | 82,46    | 82,19    | 82,46  |      |
| 15  | A      | Neeraj Chopra       | India             | 82,26    | x        | 80,54    | 82,26  |      |
| 16  | A      | Jaroslav Jílek      | Rep. Ceca         | 73,48    | 72,79    | 80,97    | 80,97  |      |
| 17  | A      | Andrian Mardare     | Moldavia          | 78,68    | 76,80    | 80,18    | 80,18  |      |
| 18  | B      | Cyrus Hostetler     | Stati Uniti       | 77,51    | 75,79    | 79,71    | 79,71  |      |
| 19  | A      | Rolands Štrobinders | Lettonia          | 78,22    | 79,68    | 79,28    | 79,68  |      |
| 20  | B      | Anderson Peters     | Grenada           | 70,49    | 78,99    | 78,82    | 78,99  |      |
| 21  | B      | Norbert Rivasz-Tóth | Ungheria          | 78,76    | 74,37    | 74,22    | 78,76  |      |
| 22  | A      | Cheng Chao-tsun     | Taipei cinese     | 76,58    | x        | 77,87    | 77,87  |      |
| 23  | A      | Ryohei Arai         | Giappone          | x        | 77,38    | 74,77    | 77,38  |      |
| 24  | B      | Ben Langton-Burnell | Nuova Zelanda     | 76,46    | 73,47    | 74,46    | 76,46  |      |
| 25  | A      | Tanel Laanmäe       | Estonia           | 76,41    | 73,84    | x        | 76,41  |      |
| 26  | A      | Vítězslav Veselý    | Rep. Ceca         | 75,50    | x        | x        | 75,50  |      |
| 27  | A      | Pavel Mialeshka     | Bielorussia       | 75,33    | x        | x        | 75,33  |      |
| 28  | B      | Braian Toledo       | Argentina         | 75,24    | x        | 75,29    | 75,29  |      |
| 29  | B      | Alexandru Novac     | Romania           | 74,67    | x        | x        | 74,67  |      |
| 30  | B      | Rocco van Rooyen    | Sudafrica         | 73,93    | 74,02    | 70,27    | 74,02  |      |
| 31  | B      | Waruna Lakshan      | Sri Lanka         | 73,16    | x        | x        | 73,16  |      |
|     | A      | Edis Matusevičius   | Lituania          | x        | x        | x        | nm     |      |

### Finale
La finale si è tenuta il 12 agosto alle ore 20:15.
| Pos    | Atleta              | Nazionalità       | 1ª prova | 2ª prova | 3ª prova | 4ª prova | 5ª prova | 6ª prova | Misura | Note                          |
| ------ | ------------------- | ----------------- | -------- | -------- | -------- | -------- | -------- | -------- | ------ | ----------------------------- |
| center | Johannes Vetter     | Germania          | 89,89    | 89,78    | 87,22    | x        | 82,25    | 87,71    | 89,89  |                               |
| center | Jakub Vadlejch      | Rep. Ceca         | 77,10    | 89,73    | 85,04    | 86,23    | 87,70    | 83,22    | 89,73  | Miglior prestazione personale |
| center | Petr Frydrych       | Rep. Ceca         | 84,31    | 80,48    | 82,94    | 87,93    | 87,93    | 88,32    | 88,32  | Miglior prestazione personale |
| 4      | Thomas Röhler       | Germania          | 87,08    | 88,26    | x        | 86,14    | 85,97    | 86,40    | 88,26  |                               |
| 5      | Tero Pitkämäki      | Finlandia         | 83,49    | x        | 86,94    | 79,69    | x        | x        | 86,94  |                               |
| 6      | Ioannis Kiriazis    | Grecia            | 79,57    | 81,68    | 84,52    | 82,79    | x        | 79,40    | 84,52  |                               |
| 7      | Keshorn Walcott     | Trinidad e Tobago | 84,48    | x        | 80,63    | 83,62    | x        | 81,82    | 84,48  |                               |
| 8      | Andreas Hofmann     | Germania          | 75,45    | 83,76    | 80,96    | 83,65    | 81,94    | 83,98    | 83,98  |                               |
| 9      | Marcin Krukowski    | Polonia           | 82,01    | x        | 79,54    |          |          |          | 82,01  |                               |
| 10     | Ahmed Bader Magour  | Qatar             | 76,34    | 81,77    | 79,34    |          |          |          | 81,77  |                               |
| 11     | Magnus Kirt         | Estonia           | 80,48    | x        | x        |          |          |          | 80,48  |                               |
| 12     | Davinder Singh Kang | India             | 75,40    | x        | 80,02    |          |          |          | 80,02  |                               |
| 13     | Julius Yego         | Kenya             | x        | 76,29    | 75,31    |          |          |          | 76,29  |                               |